# Billy Down
William Down (22 tháng 1 năm 1898 – 1977) là một cầu thủ bóng đá người Anh thi đấu ở vị trí thủ môn. Ông thi đấu hơn 200 trận ở Football League cho 4 câu lạc bộ trong thập niên 1920.